# Helivictoria victorina
Helivictoria victorina is een vlinder uit de familie uilen (Noctuidae). De wetenschappelijke naam is voor het eerst geldig gepubliceerd in 1849 door Sodoffsky.
De soort komt voor in Europa.